# 된나

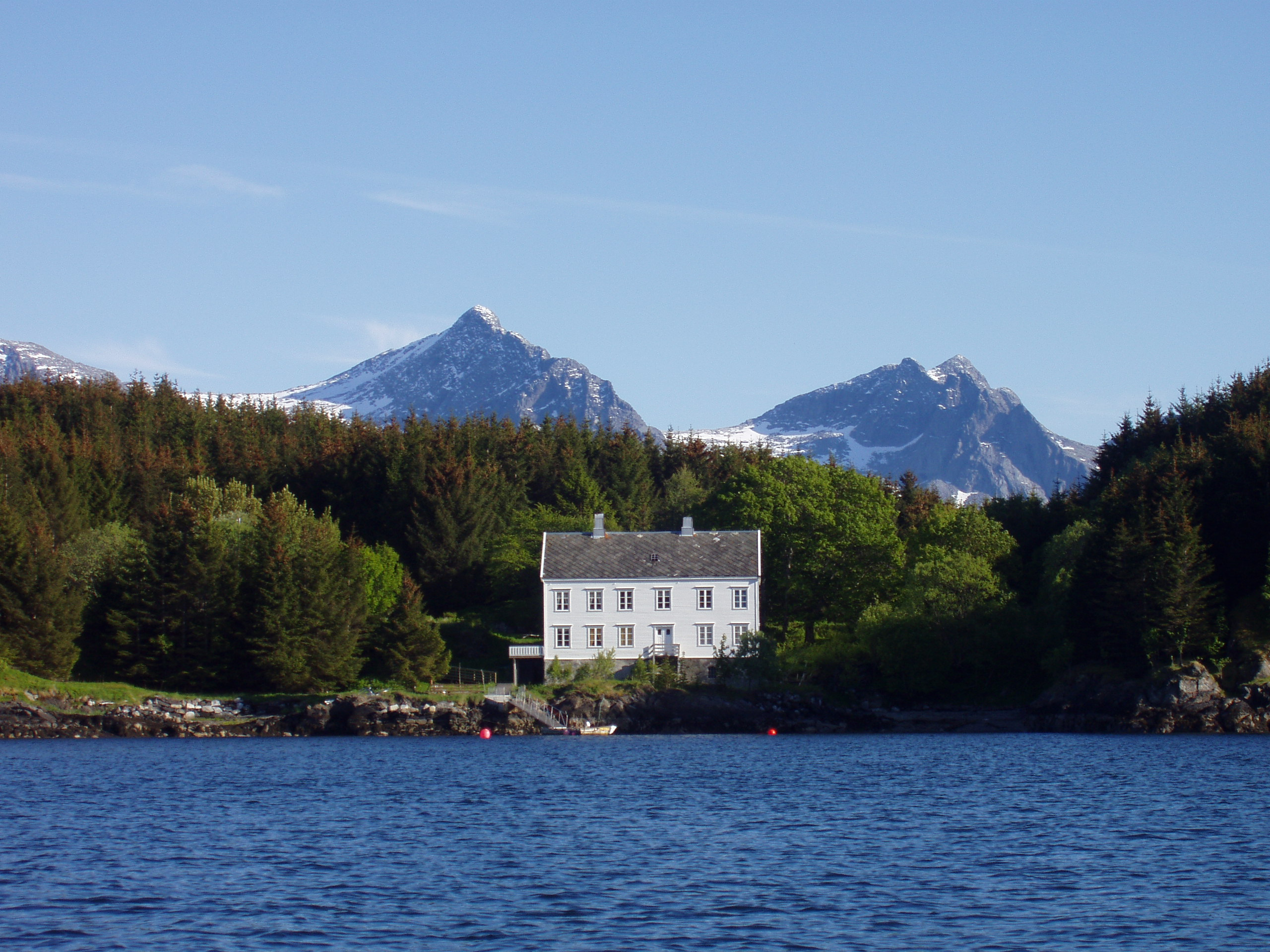

된나(노르웨이어: Dønna)는 노르웨이 노를란주의 도시이다.